# 兵器譜
《兵器譜》是古龍筆下一本虛構古籍，由小說中的人物平湖百曉生所著，列出當時武林中人的兵器、武功的排名。兵器譜的排名並非所有人信服，譜內的呂鳳先及郭嵩陽均不服而不斷與排名在其上的人挑戰。同時因百曉生重男輕女，女性高手都沒有被列名，當中藍蠍子自稱比青魔手伊哭厲害，亦獲李尋歡認同。

## 詳細內容
古龍小說中並未詳說兵器譜上所有的兵器，只列出部分兵器：
| 百曉生兵器譜：             | 百曉生兵器譜：                       | 百曉生兵器譜：           | 百曉生兵器譜：   |
| 排名                       | 兵器                                 | 使用者                   | 使用者下场       |
| -------------------------- | ------------------------------------ | ------------------------ | ---------------- |
| 第 1                       | 天機棒，又名如意棒                   | 「天機老人」孫白髮       | 死於上官金虹之手 |
| 第 2                       | 子母龍鳳環                           | 「龍鳳環」上官金虹       | 死於李尋歡之手   |
| 第 3                       | 小李飛刀                             | 「小李探花」李尋歡       |                  |
| 第 4                       | 嵩陽鐵劍                             | 「鐵劍」郭嵩陽           | 死於荊無命之手   |
| 第 5                       | 溫侯銀戟                             | 「銀戟溫侯」呂鳳先       |                  |
| 第 7                       | 蛇鞭                                 | 「鞭神」，「神鞭」西門柔 |                  |
| 第 8                       | 金剛鐵拐                             | 「橫掃千軍」諸葛剛       | 死於郭嵩陽之手   |
| 第 9                       | 青魔手                               | 「青魔手」伊哭           | 死於阿飛之手     |
| 第 10                      | 東海玉簫                             | 「東海玉簫」 玉箫道人    | 死於郭定之手     |
| 第 13                      | 金刀                                 | 「金刀大俠」孫悅         | 死於心鑒之手     |
| 第 19                      | 流星錘                               | 「風雨流星」向松         | 死於荊無命之手   |
| 第 34                      | 風雨雙流星                           |                          |                  |
| 第 37                      | 判官筆                               | 高行空                   | 死於郭嵩陽之手   |
| 第 46                      | 飛槍                                 | 燕雙飛                   | 死於李尋歡之手   |
| 不詳                       | 淮西大刀                             |                          | 死於鐵面鷹之手   |
| 百白（百曉生後人）兵器譜： |                                      |                          |                  |
| 第 1                       | 薛家劍                               | 薛采月（月神）           |                  |
| 第 2                       | 小李飛刀（異域星辰鐵製）、子母龍鳳環 | 上官壞（李壞）           |                  |
| 第 3                       | 波斯九連環                           | 波斯人（不詳）           |                  |
| 古龍系列的榜外高人         |                                      |                          |                  |
| 1                          | 滅絕十字刀                           | 傅紅雪                   |                  |
| 2                          | 傷心掌                               | 段八方                   |                  |
| 3                          | 圓月彎刀                             | 丁鵬                     |                  |
| 4                          | 逍遙刀法                             | 白天羽                   |                  |

## 排列规则
1. 不排女子
2. 不排魔道
3. 不排小孩

## 花絮
1. 百曉生在排李尋歡和郭嵩陽的排名時曾猶豫不決，在思考了三天三夜以後最終把李尋歡排在第三。
2. 胡不歸用的是柄竹劍，據說他的劍法也跟他的人一樣，瘋瘋顛顛的，有的精奇絕俗，妙到毫巔，有時卻又糟得一塌糊涂，簡直連看都看不得，所以百曉生作兵器譜時，才沒有將他的名字列上。
3. 阿飛和荊無命論戰績都可以進前五名，但並沒有列入兵器譜，因為二人都是後起之秀。而孫老頭亦評論兩人不能算數，因為「他們非但不懂武功，而且不配談武，他們只會殺人」。

## 引用
「百曉生的兵器譜」，被引用成「根據自己個人喜好而排名事物優劣」的一個形容詞。